# Pamela Lavine
Pamela Yvonne Lavine (sinh ngày 12 tháng 3 năm 1969 tại Barbados) là một vận động viên cricket người Tây Ấn, người đã chơi hơn 20 ngày Quốc tế Phụ nữ kể từ năm 2004. Là một batsman thuận tay phải và một cung thủ nhanh tay phải, cô đã ghi được ba ODI nửa thế kỷ và một Twenty20 International nửa thế kỷ.